# Hämeensaari (ö i Södra Karelen, Villmanstrand)
Hämeensaari är en ö i Finland. Den ligger i sjön Saimen och i kommunen Savitaipale i den ekonomiska regionen  Villmanstrands ekonomiska region  och landskapet Södra Karelen, i den södra delen av landet, 200 km nordost om huvudstaden Helsingfors. Öns största längd är 3,6 kilometer i sydöst-nordvästlig riktning.